# Fahrenheit 9/11
Fahrenheit 9/11 ist ein Dokumentarfilm in Form einer Reportage des US-amerikanischen Produzenten Michael Moore. Er beleuchtet unter anderem die Geschäftsverbindungen der Familie von Präsident Bush zu arabischen Geschäftsleuten, vor allem zu jenen, die der Bin-Laden-Familie angehören. Dabei schildert der Film die Politik der US-Regierung nach der Zerstörung des ursprünglichen World Trade Centers in New York, bekannt unter der US-amerikanischen Kurzbezeichnung für das Datum der Terroranschläge am 11. September 2001 „nine-eleven“. Erklärter Zweck des Films war es, einen Wahlkampfbeitrag gegen die Wiederwahl von Amtsinhaber George W. Bush bei den US-Präsidentenwahlen am 2. November 2004 zu leisten; allerdings wurde Bush erneut Präsident.
Die deutsche Erstausstrahlung im Free-TV erfolgte am 1. November 2004 zur Prime Time auf ProSieben mit einer Gesamtzuschaueranzahl von 6,73 Millionen und einem Marktanteil von 20,5 Prozent.

## Handlung
Der Dokumentarfilm, dessen Inhalt von Michael Moore erzählt und kritisch kommentiert wird, beginnt mit einer Schilderung des Wahlbetrugs im Rahmen der Präsidentschaftswahl im Jahre 2000 in Florida, der Bush zum Amt verholfen hatte (bzw. habe). Anschließend werden dessen Tätigkeiten während des Vietnamkriegs und der spätere Versuch, seine Freundschaft zu James R. Bath zu vertuschen, aufgeführt. Nach Bushs erfolglosen Versuchen als Unternehmer sowie seinen häufigen Urlauben und dem politischen Desinteresse als Präsident folgen die Terroranschläge am 11. September 2001 und erneut Bushs Desinteresse an den dramatischen Ereignissen: Er brach an jenem Tag einen Schulbesuch nicht ab, sondern las den Kindern weiter „Mein kleines Zicklein“ vor, obwohl er bereits von beiden Einschlägen benachrichtigt worden war. Auch die Ausreise des Bin-Laden-Clans trotz strikten Flugverbots und die Verbindungen zwischen Bush und Bin Laden durch Investitionen der Saudis in den USA (860 Mrd. US-Dollar, davon 1,4 Mrd. $ Zahlungen an die Bush-Familie und Freunde) werden thematisiert. Danach spricht Moore über die frühere Aufrüstung von Saddam Hussein durch die US-Amerikaner in den 1980er Jahren. Generell habe die drastische Aufrüstung zu riesigen Gewinnen bei US-Rüstungskonzernen wie Carlyle Group und Halliburton geführt.
Dann kritisiert Moore, dass Bin Laden einige Zeit nach dem 11. September 2001 anscheinend nicht mehr interessant für die Politik war, sodass diese die Ermittlungen behindert haben soll. Auch das Interesse der US-Amerikaner an einer Öl-Pipeline in Afghanistan und Hamid Karzais Tätigkeit als Öl-Berater werden thematisiert. Anschließend werden die vielen fingierten Vorwände der USA zum Irakkrieg, also die Irak-Al-Qaida-Verknüpfung, der Bestand an Massenvernichtungswaffen im Irak und das Bedrohungsszenario Terrorgefahr überall thematisiert. Der USA PATRIOT Act, der eine komplette Überwachung der Bevölkerung der USA darstelle, wird ebenfalls kritisiert.
Danach behandelt Moore die Realität des Angriffs auf den Irak. Dazu gehören vor allem unschuldige Opfer (getötete Zivilisten), Folter sowie junge Soldaten, die mit Musik in den Krieg ziehen und die Menschenwürde verletzende Witze mit Leichen machen. Als Gegensatz dazu wird das Anwerben von Soldaten in US-Armutsvierteln mit dem Slogan „The army is an option“ dargestellt und ein Interview mit einer patriotischen Soldatenmutter, die später ihren Sohn verlieren wird, eingeblendet. Weitere behandelte Themen sind die Beschimpfung von Anti-Kriegs-Demonstranten, die Ausnutzung der Armen durch die für den Krieg Verantwortlichen und ihre Profitgier sowie die bezeichnend winzige Minderheit von Abgeordnetensöhnen, die im Irak dienen. Generell soll durch die dargestellten Aspekte die Sinnlosigkeit des Krieges vermittelt werden. Zum Abschluss des Films zieht Moore einen Vergleich zwischen dem Irak-Krieg gegen den Terror mit dem Ewigen Krieg in George Orwells 1984, dessen Ziel der Machterhalt ist, indem er eine ständige Bedrohung und Verarmung der Bevölkerung erzeugt.

## Titel
Angelehnt ist der Titel des Films an den Roman Fahrenheit 451 von Ray Bradbury und den gleichnamigen Film von François Truffaut. Der Titel Fahrenheit 451 bezieht sich auf die Temperatur, bei der Papier zu brennen beginnt, und Fahrenheit 9/11 ist laut Moore „die Temperatur, bei der die Freiheit brennt“ („the temperature where freedom burns“).
Die Verwendung des Namens Fahrenheit 9/11 als Anlehnung an Fahrenheit 451 geschah nach Aussagen dessen Autors Bradbury ohne vorherige Anfrage. Bradbury äußerte sich dazu in einem Interview folgendermaßen: „Michael Moore ist ein dämlicher Drecksack. So denke ich über ihn. Er hat meinen Titel geklaut und die Zahlen ausgewechselt, ohne mich jemals um Erlaubnis zu fragen.“

## Kritik
Der Film FahrenHYPE 9/11 aus dem Jahr 2004 wurde als Reaktion auf Fahrenheit 9/11 gedreht und hat den Anspruch, Michael Moore in vielen Punkten ungenaue Recherche und Manipulation nachzuweisen. Filmkritiker Christopher Null warf den Filmemachern vor, Moore zwar mit einer Menge von Argumenten zu kritisieren, jedoch keines dieser Argumente belegen zu können. Die meisten Argumente würden gegen die Filmemacher selbst arbeiten, deren wesentliches Ziel es sei, George Bushs Politik zu rechtfertigen. Dabei würde ihnen das Talent eines Michael Moore fehlen. Der Filmkritiker Roger Ebert zitiert in der Einleitung seiner Kritik zu FahrenHYPE den Moore-Kritiker David Hardy, der an diesem Film mitgewirkt hat: „Michael Moore ist un-amerikanisch und un-britisch. Er muss französisch sein.“ Ebert kritisiert Moore, meint jedoch, dass er damit noch lange nicht hinter der Gesinnung der Macher von FahrenHYPE stehe. Er wirft den Machern vor, kein einziges Argument gegen Moore vorbringen zu können. Stattdessen werde in einer Art Diffamierungskampagne dessen „linke Gesinnung“ kritisiert. Vor allem dem Macher des Films Morris wirft er vor, absurden Verschwörungstheorien nachzueifern, denen zufolge Deutschland, Frankreich und Russland vom Irak bestochen worden seien.

## Erfolg
Der Film wurde bei seiner Premiere am 17. Mai 2004 auf dem Filmfestival in Cannes enthusiastisch aufgenommen und mit der Goldenen Palme ausgezeichnet. Auch der Verband der internationalen Filmkritiker kürte ihn zum besten Film im Hauptwettbewerb des Festivals.

### Finanzielles
Fahrenheit 9/11 ist bis heute der kommerziell erfolgreichste Dokumentarfilm mit Einnahmen von fast 222,5 Mio. US-Dollar bei entstandenen Kosten von 6 Mio. US-Dollar.

### Auszeichnungen
- Goldene Palme 2004 als Bester Film vom Film-Festival in Cannes 2004
- 2005: Broadcast Film Critics Association Awards als bester Dokumentarfilm
- People’s Choice Award für die beste Dokumentation
- Goldene Himbeere 2005 für:
  - George W. Bush als Schlechtester Schauspieler
  - George W. Bush und entweder Condoleezza Rice oder seine zahme Ziege als Schlechteste Filmpaarung
  - Donald Rumsfeld als Schlechtester Nebendarsteller
  - Britney Spears als Schlechteste Nebendarstellerin

## Geplante Fortsetzung
Unter dem Titel Fahrenheit 9/11 ½ plante Michael Moore die Fortsetzung dieses Films, der 2007 hätte fertiggestellt werden sollen. Thematisch sollte der Krieg der USA gegen den Irak im Vordergrund stehen. Harvey Weinstein sollte mit Moore sehr eng an diesem Film zusammenarbeiten. Zur Notwendigkeit des Films sagte Moore anlässlich der US-Präsidentschaftswahlen 2004: „51 Prozent der US-Amerikaner fehlten die Informationen, und wir wollen sie aufklären und erleuchten. Ihnen wurde nicht die Wahrheit gesagt. Wir sind Vermittler, und es liegt an uns, nun damit anzufangen“.

## Sonstiges
Erst nach zähen Verhandlungen wurde der Vertrieb des Films in den USA und Kanada sichergestellt, nachdem Disney als Mutterkonzern der Produktionsfirma Miramax ursprünglich untersagt hatte, den Film zu vertreiben. Die Begründung war, er sei zu politisch. Die Miramax-Chefs Bob und Harvey Weinstein kauften daraufhin die Rechte des Films als Privatpersonen auf und organisierten einen alternativen Vertrieb.
Michael Moore hatte den Film in der erklärten Absicht gedreht, damit die Wiederwahl Bushs zu verhindern. Um dies zu erreichen, verzichtete er auf die Möglichkeit, nach Bowling for Columbine erneut einen Oscar zu gewinnen. Nach dem Reglement dürfen nominierte Filme nicht vor der Nominierung im Fernsehen zu sehen sein. Moore hatte jedoch vor, seinen Film noch vor der US-Präsidentenwahl im TV zu zeigen.
Im September 2018 erschien Moores Film Fahrenheit 11/9, der die Wahl Donald Trumps zum US-Präsidenten thematisiert.